# Pleurotomella
Pleurotomella is een geslacht van weekdieren uit de klasse van de Gastropoda (slakken).

## Soorten
- Pleurotomella aculeata (Webster, 1906)
- Pleurotomella aculeola (Hedley, 1915)
- Pleurotomella allisoni Rehder & Ladd, 1973
- Pleurotomella amphiblestrum (Melvill, 1904)
- Pleurotomella amplecta (Hedley, 1922)
- Pleurotomella anceyi (Dautzenberg & Fischer, 1897)
- Pleurotomella annulata Thiele, 1912
- Pleurotomella anomalapex Powell, 1951
- Pleurotomella balcombensis (Powell, 1944) †
- Pleurotomella bathybia Strebel, 1908
- Pleurotomella benedicti Verrill & S. Smith [in Verrill], 1884
- Pleurotomella brenchleyi (Angas, 1877)
- Pleurotomella buccinoides (Shuto, 1983)
- Pleurotomella bullata (Laseron, 1954)
- Pleurotomella bureaui (Dautzenberg & H. Fischer, 1897)
- Pleurotomella cala (Watson, 1886)
- Pleurotomella cancellata Sysoev, 1988
- Pleurotomella capricornea (Hedley, 1922)
- Pleurotomella catharinae Verrill & S. Smith [in Verrill], 1884
- Pleurotomella chapplei (Powell, 1944) †
- Pleurotomella circumvoluta (Watson, 1881)
- Pleurotomella clathurellaeformis Schepman, 1913
- Pleurotomella coelorhaphe (Dautzenberg & H. Fischer, 1896)
- Pleurotomella compacta (Hedley, 1922)
- Pleurotomella contigua (Powell, 1944) †
- Pleurotomella corrida Dall, 1927
- Pleurotomella cuspidata (Chapple, 1934) †
- Pleurotomella deliciosa Thiele, 1912
- Pleurotomella demosia (Dautzenberg & Fischer, 1896)
- Pleurotomella dinora Dall, 1908
- Pleurotomella ecphora (Melvill, 1904)
- Pleurotomella elisa Thiele, 1925
- Pleurotomella elusiva (Dall, 1881)
- Pleurotomella endeavourensis Dell, 1990
- Pleurotomella enderbyensis Powell, 1958
- Pleurotomella enora (Dall, 1908)
- Pleurotomella eomargaritata Lozouet, 2015 †
- Pleurotomella espisbosensis Lozouet, 2015 †
- Pleurotomella eulimenes (Melvill, 1904)
- Pleurotomella eurybrocha (Dautzenberg & Fischer, 1896)
- Pleurotomella evadne Melvill, 1912
- Pleurotomella expeditionis (Dell, 1956)
- Pleurotomella formosa (Jeffreys, 1867)
- Pleurotomella frigida Thiele, 1912
- Pleurotomella gibbera Bouchet & Warén, 1980
- Pleurotomella granuliapicata Okutani, 1964
- Pleurotomella hadria (Dall, 1889)
- Pleurotomella hayesiana (Angas, 1871)
- Pleurotomella helena Thiele, 1925
- Pleurotomella herminea Dall, 1919
- Pleurotomella hermione (Dall, 1919)
- Pleurotomella hypermnestra Melvill, 1912
- Pleurotomella ida Thiele, 1925
- Pleurotomella imitator (Dall, 1927)
- Pleurotomella innocentia (Dell, 1990)
- Pleurotomella ipara (Dall, 1881)
- Pleurotomella itama (Melvill, 1906)
- Pleurotomella maitasi Engl, 2008
- Pleurotomella marshalli (Sykes, 1906)
- Pleurotomella minuta Sysoev & Ivanov, 1985
- Pleurotomella nipri (Numanami, 1996)
- Pleurotomella normalis (Dall, 1881)
- Pleurotomella obesa Bouchet & Warén, 1980
- Pleurotomella ohlini (Strebel, 1905)
- Pleurotomella orariana (Dall, 1908)
- Pleurotomella packardii Verrill, 1872
- Pleurotomella pandionis (A. E. Verrill, 1880)
- Pleurotomella papyracea (Watson, 1881)
- Pleurotomella parella Dall, 1908
- Pleurotomella perpauxilla (Watson, 1881)
- Pleurotomella porcellana (Watson, 1886)
- Pleurotomella pudens (Watson, 1881)
- Pleurotomella puella Thiele, 1925
- Pleurotomella reconditum (Locard, 1891)
- Pleurotomella rossi Dell, 1990
- Pleurotomella rothauseni (Gürs, 1998) †
- Pleurotomella rugosa (Laseron, 1954)
- Pleurotomella sandersoni Verrill, 1884
- Pleurotomella sansibarica Thiele, 1925
- Pleurotomella sepulta (Laseron, 1954)
- Pleurotomella siberutensis (Thiele, 1925)
- Pleurotomella simillima Thiele, 1912
- Pleurotomella spicula (Laseron, 1954)
- Pleurotomella spinosa Lozouet, 2015 †
- Pleurotomella thalassica Dall, 1919
- Pleurotomella ursula Thiele, 1925
- Pleurotomella vaginata Dall, 1927
- Pleurotomella vera Thiele, 1925
- Pleurotomella vercoi (G.B. Sowerby III, 1896)
- Pleurotomella virginalis Thiele, 1925
- Pleurotomella ybessa Figueira & Absalão, 2012